# مثلث بريانت (طب)
مثلث بريانت (بالإنجليزية: Bryant’s triangle)‏ أو المثلث الحرقفي الفخذي (بالإنجليزية: iliofemoral triangle)‏ هي علامة سطحية ذات أهمية سريرية (إكلينيكية) ويتم تحديده كالتالي:
- قاعدة المثلث: خط يرسم بين الشوكة الحرقفية الأمامية العلوية وقمة المدور الكبير لعظم الفخذ.
- ويتم رسم جوانبه من خلال:
  - خط أفقي من الشوكة الحرقفية الأمامية العلوية
  - خط رأسي من قمة المدور الكبير لعظم الفخذ